# Lissette Antes
Lissette Alexandra Antes Castillo (2 de maig de 1991), és una lluitadora equatoriana de lluita lliure. Va participar en els Jocs Olímpics de Londres 2012 en la categoria de 55 kg, aconseguint un 9è lloc. Va competir en quatre Campionats Mundials, va aconseguir la 5a posició el 2014. Va aconseguir dues medalles de bronze als Jocs Panamericans, de 2011 i 2015. Va obtenir dues medalles en els Jocs Sud-americans i en Jocs Bolivarians. Dues vegades al podi als Campionats Panamericans. Campiona sud-americana de 2009.
Les seves dues germanes Dennise Abans i Mayra Abans també competeixen en tornejos de lluita.